# Brayan Rovira
Brayan Andrés Rovira Ferreira (Bosconia, 2 dicembre 1996) è un calciatore colombiano, centrocampista del Deportes Tolima in prestito dall'Atlético Nacional.

## Carriera

### Club
Cresciuto nelle giovanili dell'Atlético Nacional, ha esordito il 22 novembre 2015 in un match vinto 2-1 contro il Cúcuta Deportivo.

### Nazionale
Ha giocato nella nazionale colombiana Under-17.
Nel 2015 con la nazionale Under-20 colombiana ha preso parte al campionato sudamericano di categoria, disputandovi sette partite.

## Statistiche

### Presenze e reti nei club
Statistiche aggiornate al 30 gennaio 2017.
| Stagione                 | Squadra                  | Campionato               | Campionato | Campionato | Coppe nazionali | Coppe nazionali | Coppe nazionali | Coppe continentali | Coppe continentali | Coppe continentali | Altre coppe | Altre coppe | Altre coppe | Totale | Totale | Totale |
| Stagione                 | Squadra                  | Comp                     | Pres       | Reti       | Comp            | Pres            | Reti            | Comp               | Pres               | Reti               | Comp        | Pres        | Reti        | Pres   | Reti   |        |
| ------------------------ | ------------------------ | ------------------------ | ---------- | ---------- | --------------- | --------------- | --------------- | ------------------ | ------------------ | ------------------ | ----------- | ----------- | ----------- | ------ | ------ | ------ |
| 2015                     | Atlético Nacional        | A                        | 1          | 0          | CC              | 0               | 0               |                    | -                  | -                  |             | -           | -           | 1      | 0      |        |
| 2016                     | Atlético Nacional        | A                        | 4          | 0          | CC              | 0               | 0               | CL                 | 0                  | 0                  |             | -           | -           | 4      | 0      |        |
| Totale Atlético Nacional | Totale Atlético Nacional | Totale Atlético Nacional | 5          | 0          |                 | 0               | 0               |                    | -                  | -                  |             | -           | -           | 5      | 0      |        |
| 2016                     | Envigado                 | A                        | 18         | 1          | CC              | 2               | 0               |                    | -                  | -                  |             | -           | -           | 20     | 1      |        |
| 2017                     | Envigado                 | A                        | 19         | 1          | CC              | 1               | 0               |                    | -                  | -                  |             | -           | -           | 20     | 1      |        |
| Totale Envigado          | Totale Envigado          | Totale Envigado          | 37         | 2          |                 | 3               | 0               |                    | -                  | -                  |             | -           | -           | 40     | 2      |        |
| 2017                     | Atlético Bucaramanga     | A                        | 24         | 0          | CC              | 0               | 0               |                    | -                  | -                  |             | -           | -           | 24     | 0      |        |
| Totale carriera          | Totale carriera          | Totale carriera          | 56         | 2          |                 | 3               | 0               |                    | -                  | -                  |             | -           | -           | 59     | 2      |        |

## Palmarès

### Club
- Campionato colombiano: 2

Atlético Nacional: 2014 (A), 2015 (C)
- Súper Liga: 1

Atlético Nacional: 2016